# Pomodoro ciliegino di Vittoria
Il pomodoro ciliegino di Vittoria è un frutto/ortaggio prodotto nel libero consorzio comunale di Ragusa ed è riconosciuto come prodotto agroalimentare tradizionale italiano.

## Storia
Le origini della coltivazione del pomodoro per fini gastronomici risalgono all'incirca all’inizio dell'Ottocento, quando fu introdotta nei paesi mediterranei (inizialmente era considerata una pianta ornamentale). A Vittoria le prime colture cominciarono intorno al 1925.
Il ciliegino prodotto in queste aree all’aperto, grazie alle favorevoli condizioni climatiche della piana di Vittoria, anticipa la maturazione di circa venti giorni rispetto alla norma. L’introduzione delle serricoltura negli anni ’60 ed il suo miglioramento sotto vari aspetti nel corso del tempo, ha portato la coltivazione ad essere la più importante del territorio, arrivando a potersi chiamare pomodoro di Vittoria.

## Contesto
A Vittoria è stato edificato uno dei più grandi mercati ortofrutticoli d'Italia.